# 墨西哥邮政宫
墨西哥邮政宫（Palacio de Correos de México）又名邮政总局（Correo Mayor），位于墨西哥城历史中心的中轴大街（Eje Central）即拉匝禄枢机街（Lazaro Cardenas），靠近艺术宫。 它建于1907年，当时邮政总局成为一个单独的政府机构。它的设计和建造是当时最现代的，属于折衷主义风格，混合了多种建筑风格，主要是新銀匠式風格。 20世纪50年代，这座建筑进行了改造，造成了一定的破坏。因此在1985年墨西哥城大地震中，这座建筑遭到严重破坏。1990年代的修复工作，使其恢复原来的外观。）

## 历史

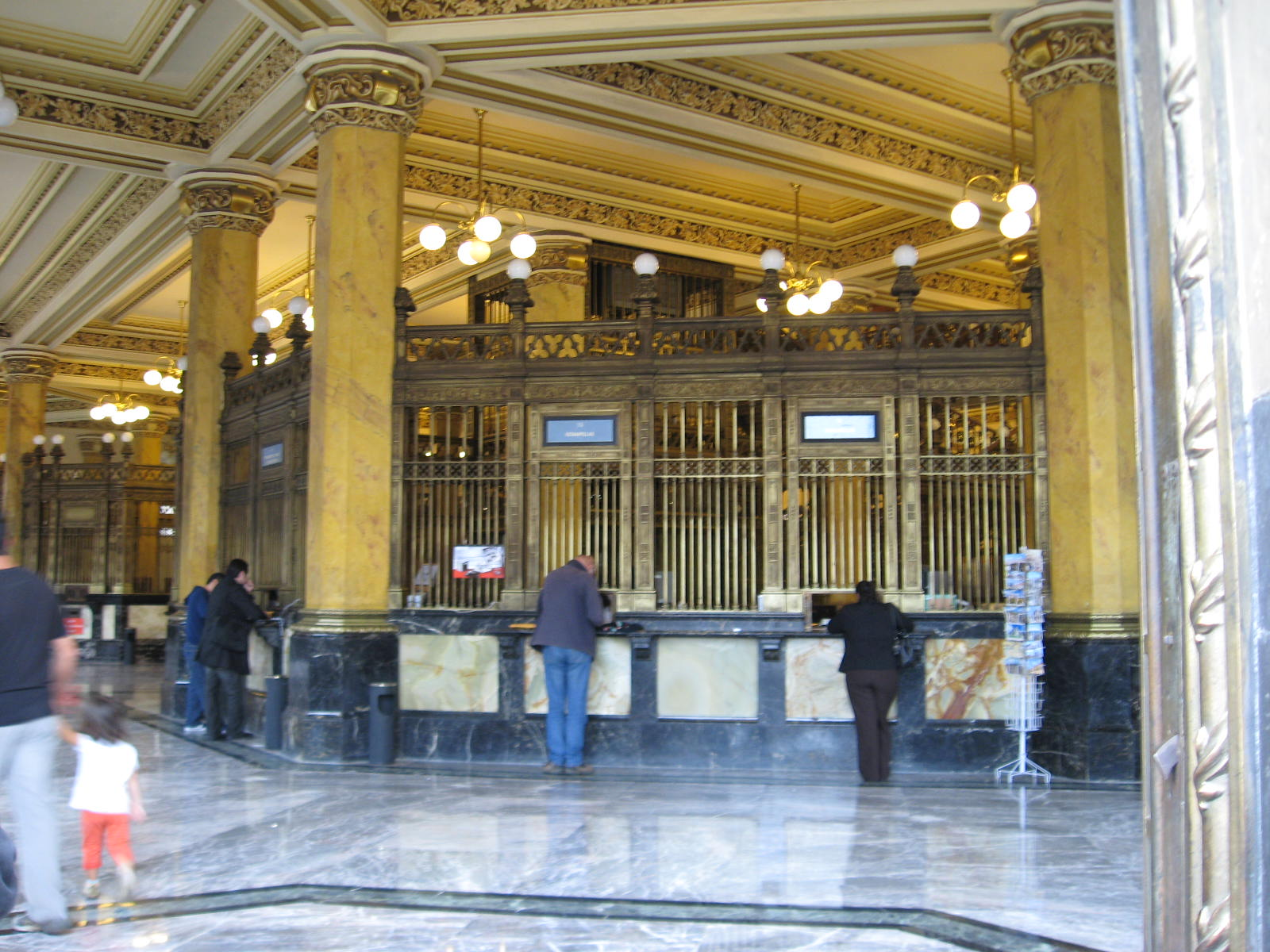

1901年，邮政总局成为一个单独的政府机构。在此之前，它属于通信和运输部。邮政总局拥有自己的大楼，部分原因是当时每年处理的邮件量达到1.3亿封。该项目选择了意大利建筑师阿达莫·博亚里（Adamo Boari）。建筑风格是折衷主义的，博亚里将各种风格结合在一起。军事工程师冈萨洛·加里塔和弗朗特拉监督施工。选择的地点是1902年拆除的原方济各会医院。基础采用的是一种新技术，称为“芝加哥”，使用厚度为70厘米的混凝土板，用钢梁加固。基础主要由纽约州的米林肯兄弟公司建造，1903年运往墨西哥。这座建筑在1902年9月14日奠基，建筑工程持续了五年。1907年，这座建筑由当时的墨西哥总统波费里奥·迪亚斯揭幕，他以象征性的方式将两张明信片扔进邮箱，一张寄往墨西哥城的一个地点，另一张寄往该国的另一个地点。这座宫殿一度称为第五邮局（Quinta Casa de Correos），因为它是墨西哥城的第五座邮政服务大楼。。
这座建筑自1907年以来一直作为邮局使用。然而，在20世纪50年代，经济的增长，使得隔壁的墨西哥银行占据了邮政宫的很大一部分，为此，修建了两座桥梁，将邮政宫与墨西哥银行大楼连接起来。对银行的改建破坏了原来的许多装饰元素，又大大增加了建筑物的重量，使钢结构超载。这将与1985年墨西哥城地震一起对大楼造成破坏。

## 建筑

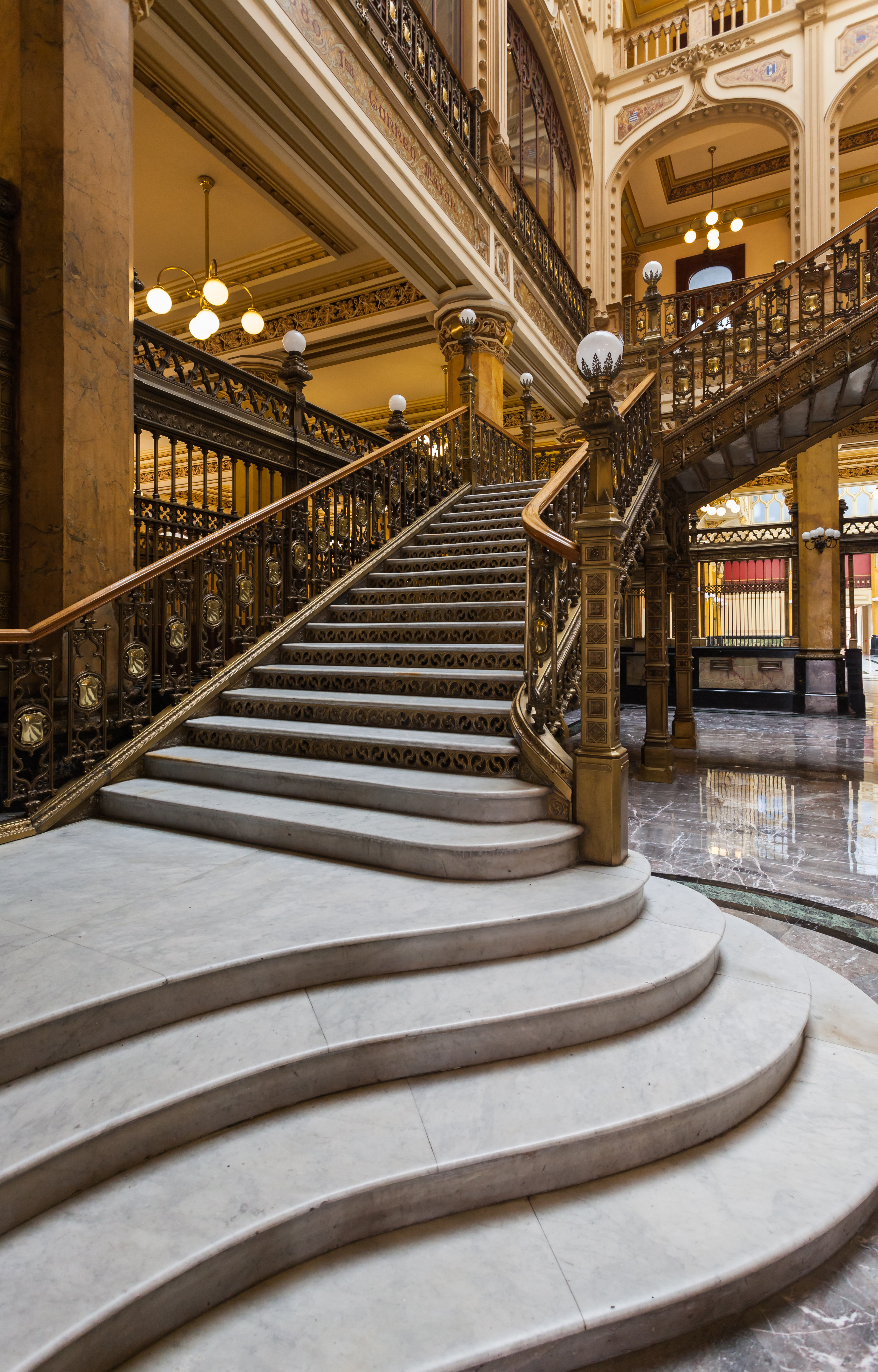

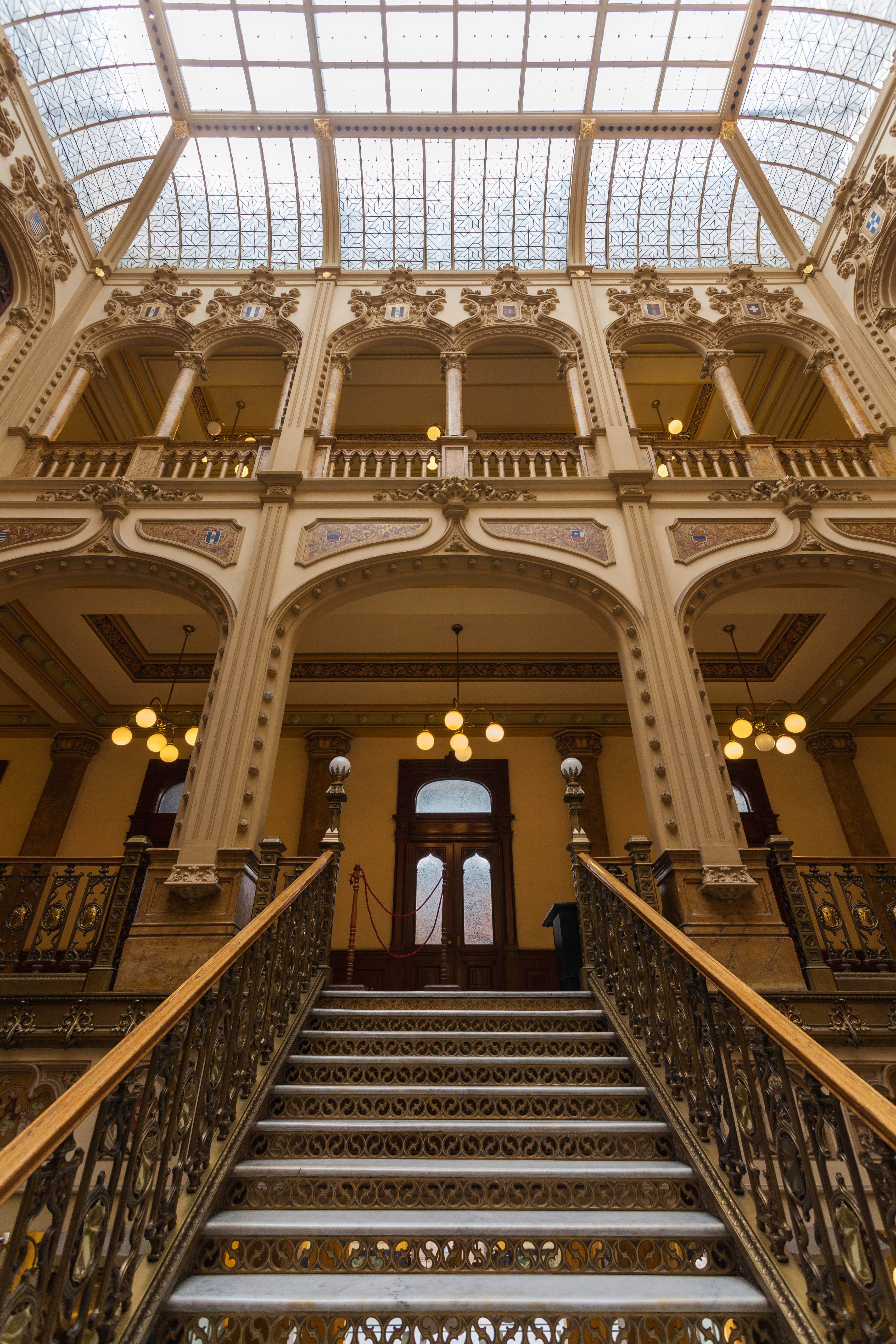

墨西哥邮政宫的建筑风格是折衷主义的，混合了新艺术运动、西班牙新文艺复兴建筑、 銀匠式風格,西班牙洛可可风格、伊丽莎白哥特式,以及威尼斯哥特复兴等多种风格。 这座建筑还包括摩尔复兴建筑、新古典主义建筑、巴洛克建筑和装饰风艺术 元素。 还有来自欧洲和墨西哥的材料和设计元素的混合体。宫殿里有大理石、巴黎灰泥和来自普埃布拉的白色“采石场”石头的装饰品。
这座建筑使用钢框架结构，巨大的钢梁网格基础，能够抵御许多地震，并避免了困扰这里许多建筑的沉降问题。
邮政宫外立面使用一种叫做“奇卢卡”的石头建造，颜色很浅，几乎是半透明的。围绕着窗户和屋顶的边缘，装饰着精美的雕刻。 窗户周围和立面其他部分的大部分金属都是高度抛光的黄铜，是意大利制造的。每层楼的窗户采用不同的建筑风格。正门有一个巨大的铁皮屋顶，采用20世纪初流行的新艺术运动风格。 四楼的长廊包括细长的所罗门柱。
在内部，铺设了大理石地板，以及意大利佛罗伦萨制造的铁窗框。 主楼梯有两个单独的坡道，在上面会合形成一个平台。会议室里有加洛蒂的湿壁画，背景是24克拉黄金。

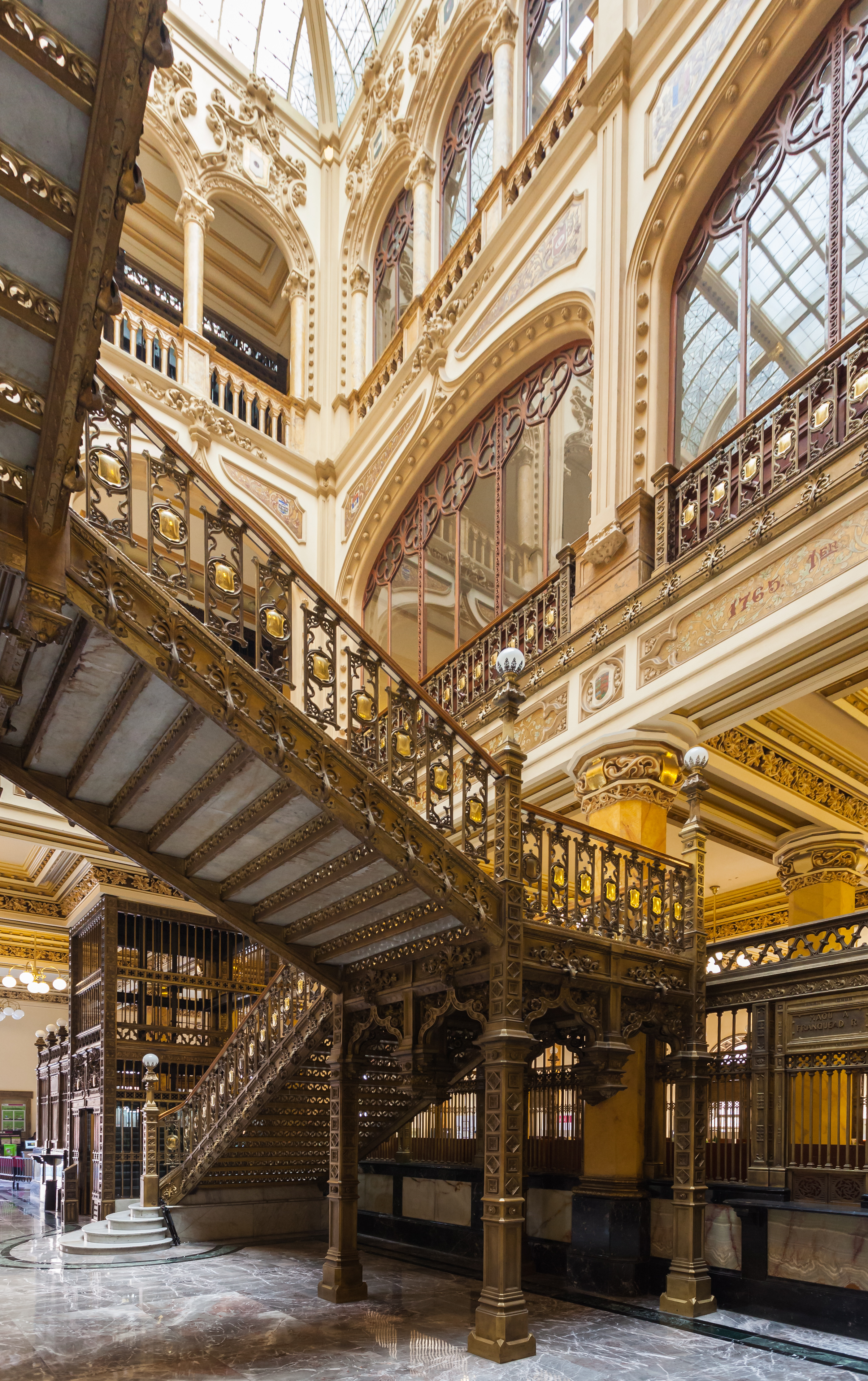
Stairs.

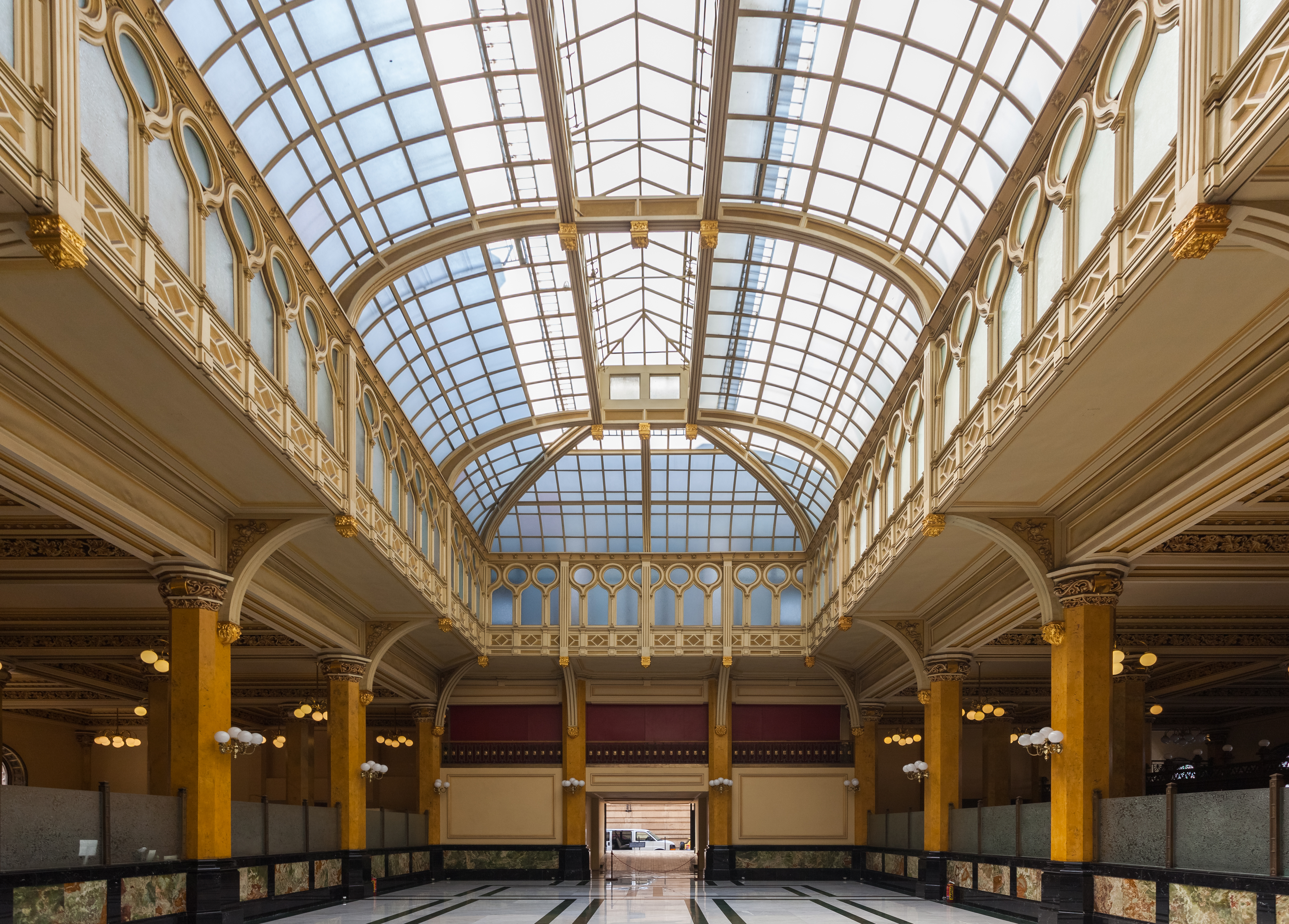
Postal Palace.

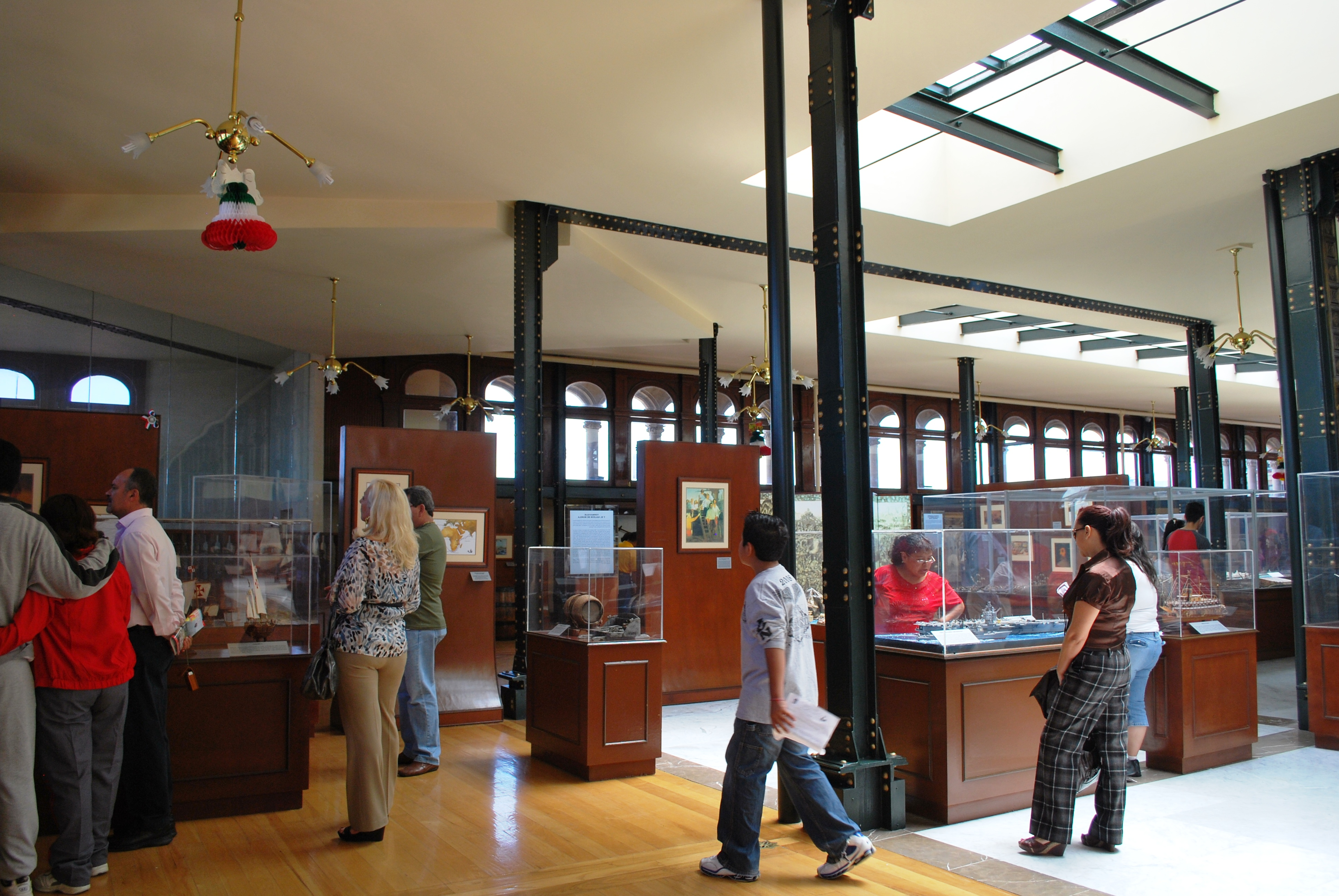
View of the floor of the Naval History Museum in Mexico City.

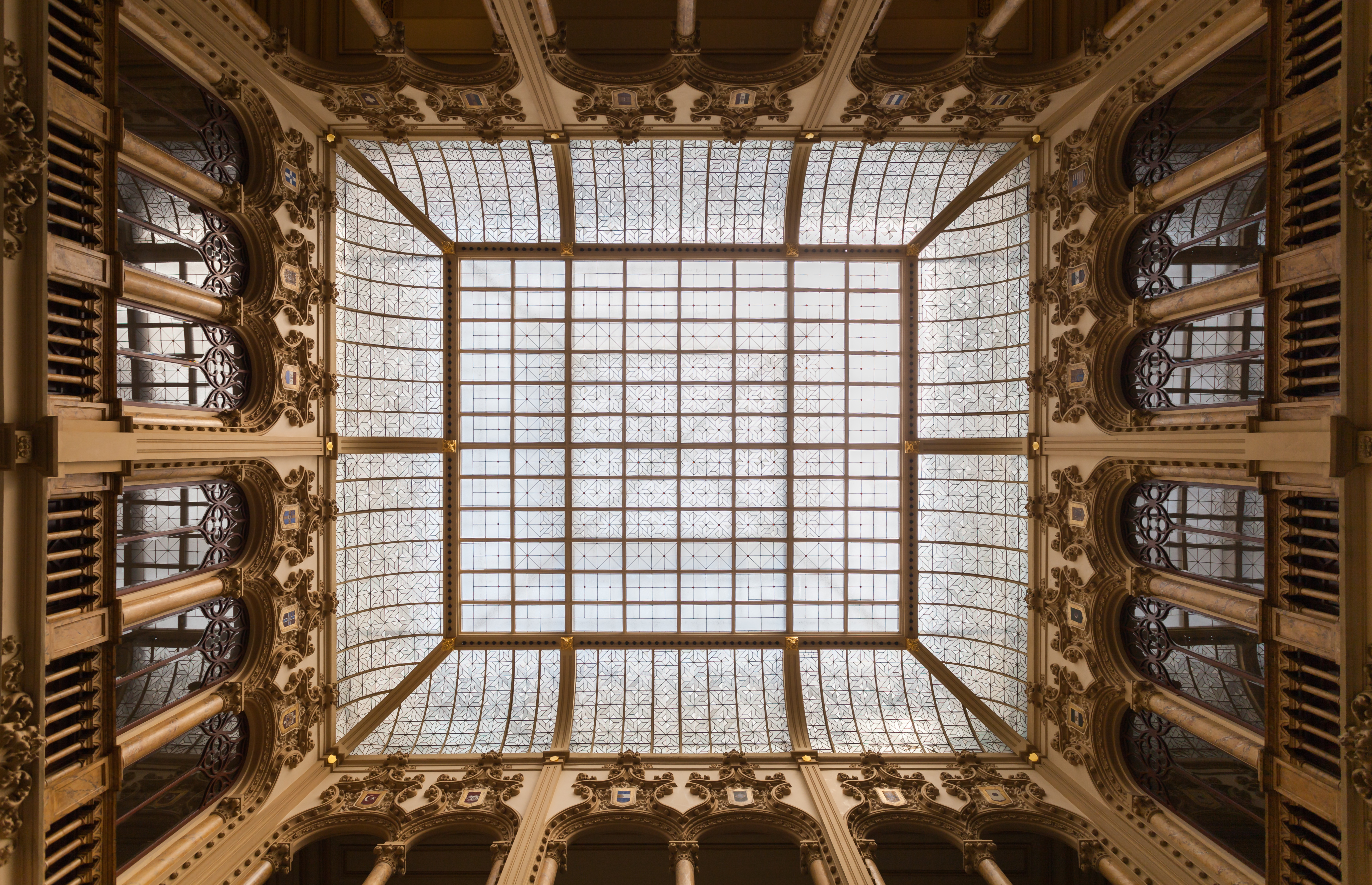
Dome of the stairs hall.

## 参考

全景

全景